# Dona Amélias fyr
Dona Amélias fyr (portugisiska: Farol de D. Amélia) är en fyr på en klippa på nordvästra São Vicente i Kap Verde omkring 3 kilometer från São Pedro.
Den fyrkantiga fyren, som tändes första gången 1894, är 14 meter hög och byggd av tegel. Fyren, som är hopbyggd med fyrvaktarbostaden, är  vitputsad med gula detaljer och försedd med en rund lanternin. Fyrapparaten visar en vit blixt var femte sekund. Lysvidden är 17 sjömil.
Fyren målades om 2006 och renoverades 2018, då den försågs med en ny lanternin.  
Fyrplatsen kan nås från kusten via en två kilometer lång stig med flera trappor. Fyren kan besökas.